# Henk-Jan Zwolle
Henk-Jan Zwolle est un rameur néerlandais né le 30 novembre 1964 à Enschede. 

## Biographie
Henk-Jan Zwolle participe à l'épreuve de skiff aux Jeux olympiques d'été de 1988 à Séoul et se classe douzième. Lors des Jeux olympiques d'été de 1992 à Barcelone, il concourt à l'épreuve de deux de couple et remporte la médaille de bronze avec son partenaire Nico Rienks. Il est enfin sacré champion olympique en huit lors des Jeux olympiques d'été de 1996 à Atlanta avec Diederik Simon, Michiel Bartman, Koos Maasdijk, Niels van der Zwan, Niels van Steenis, Ronald Florijn, Jeroen Duyster et Nico Rienks.

## Palmarès
- Jeux olympiques d'été de 1992 à Barcelone
  -  Médaille de bronze en deux de couple

- Jeux olympiques d'été de 1996 à Atlanta
  -  Médaille d'or en huit